# André Heller (Volleyballspieler)
André Heller (* 17. Dezember 1975 in Novo Hamburgo, Rio Grande do Sul) ist ein brasilianischer Volleyballspieler. Er nahm an drei Olympischen Spielen teil und wurde zweimal Weltmeister.

## Karriere
Heller begann seine Karriere 1993 in seiner Heimat bei Frangosul Novo Hamburgo und wurde hier 1995 Brasilianischer Meister. 1996 wechselte er zum Ligakonkurrenten Ulbra São Luís, mit dem er 1998 und 1999 erneut die Meisterschaft gewann. Auch bei seinen weiteren Stationen Minas Tênis Clube und Unisul Florianópolis wurde er 2000 sowie 2004 Brasilianischer Meister. 1998 gab der Mittelblocker sein Debüt in der brasilianischen Nationalmannschaft. 2000 nahm er mit dem Team erstmals am olympischen Turnier teil, das für Brasilien auf dem sechsten Rang endete. 2001 gewann er mit der Nationalmannschaft die Weltliga. 2003 folgten ein weiterer Titel in der Weltliga sowie sein erster Triumph im World Cup. 2004 erlebte er nach dem erneuten Sieg in der Weltliga sein zweites olympisches Turnier und gewann mit Brasilien im Finale gegen Italien die Goldmedaille. Danach wechselte Heller in die italienische Liga zu Trentino Volley. Mit der Nationalmannschaft gab es 2005 und 2006 weitere Titel in der Weltliga. Bei der WM in Japan setzte sich Brasilien mit Heller im Endspiel gegen Polen durch. Die Nationalmannschaft gewann 2007 drei Titel in der Weltliga, bei den Panamerikanischen Spielen und im World Cup. Innerhalb der italienischen Liga wechselte Heller zu Pallavolo Modena, mit dem er 2008 den europäischen Challenge Cup gewann. Im selben Jahr nahm er zum dritten Mal an den Olympischen Spielen teil; Brasilien unterlag im Finale den Vereinigten Staaten und erhielt somit die Silbermedaille. Danach kehrte der Mittelblocker in die heimische Liga zurück und spielte zwei Jahre wieder für Minas Tênis Clube. 2010 wechselte Heller nach Campinas zu Brasil Vôlei Clube.